# نقش عجل بن هفعم
نقش عجل بن هفعم هو أقدم نقش تظهر به اللغة العربية أقرب ما تكون إلى العربية الفصحى، عثر عليه في قرية الفاو في المملكة العربية السعودية، ويعود تاريخ كتابته للقرن الأول قبل الميلاد وهو مكتوب بالخط المسند على شاهد قبر ربيبل بن هفعم.

## الاستكشاف
هو أحد النقوش المسندية التي وجدتها جامعة الملك سعود ممثلة بقسم الآثار في منطقة تقع جنوب غرب شبه الجزيرة العربية، وكانت تسمى قديماً (قرية) و (الحمراء)، وكانت تدعى قرية كهل أيضاً نسبة لمعبودهم الذي ذكر في نصوص كثيرة في تلك المنطقة ونقوشها.

## النقش

صورة لشاهد القبر الذي بناه عجل بن هفعم لأخيه وعائلته مكتوب باللغة العربية بخط المسند وهو محفوظ في المتحف الوطني في الرياض في قاعة الممالك العربية

### النقل الحرفي لنص النقش
- ع ج ل – ب ن – ه ف ع م – ب ن – ل أ خ ه – ر ب ب ل – ب ن-
- ه ف ع م – ق ب ر – و ل ه و – و ل ول د ه و –
- و م ر أ ت ه – و ول د ه و – و ول د – و ل د ه م
- و ن س ي ه م – ح ر ي ر – ذ وأ ل – غ ل ون –
- ف أ ع ذ ه – ب ك ه ل - و ل ه – و ع ث ر
- أ ش ر ق - م ن – ع ز ز م – و ون ي م –
- و ش ر ي م – و م ر ت ه ن م – أ ب د م
- ب ن – و ك س م – ع د ك ي – ت م ط ر
- أ س م ي – د م – و ل أ ر ض
- – ش ع ر

### قراءة النقش
- قراءة عبد الرحمن الانصاري

1. عجل بن هفعم بنى لأخيه رب إل بن
2. هفعم قبرا، وله ولولده
3. ومرأته وأحفاده وأحفاد أحفاده
4. ونسائهم الحرائر من آل غلوان
5. فأعاذه بكهل ولاه وعثر
6. أشرق من كل ضيق وونى
7. وشر وزوجاتهم أبدا
8. من كل خسارة وإلا فلتمطر
9. السماء دما والأرض
10. سعير[3][4][5][6]

قراءة مطّهر علي الإرياني
1. عجل بن هف عم بنى لأخيه ربيبل
2. بن هف عم قبر وهو له ولأولاده
3. ومرأته وأولادها وأحفادهم - جميعاً -
4. ونسائهم الحرائر من آل غلوان
5. فأعاذه بكهل ولاه وعثّر
6. الشارق من كل قوي وضعيف
7. وشار ومرتهن أبدا
8. ومن كل منتقص إلى أن تمطر
9. السماء دماً والأرض
10. سعيراً

## حول النقش
قرأ هذا النص بعد اكتشافه في السبعينات من القرن الماضي مجموعة من المتخصصين بقراءة النقوش المسندية واللغات العربية الجنوبية، وهم كل من عبد الرحمن الطيب الأنصاري وكان هو رئيس البعثة الأثرية لجامعة الملك سعود، والمستشرق بيستون وهو من أهم مؤلفي المعجم السبئي المحتوي ترجمات المفردات السبئية بعد جمعها إلى العربية والإنجليزية والفرنسية، ومطهر علي الإرياني المؤرخ وعالم الآثار اليمني، ويوسف محمد عبد الله المؤرخ اليمني وعالم الآثار.